# Љ
Љ, љ («лє», серб. lje, ље) — кирилична літера, 14-та літера сербської кириличної та 15-та літера македонської абеток. Передає палатальний звук, подібний до м'якого л ([л']). Ця літера є лігатурою Л та Ь, яку ввів у використання Вук Караджич у своїй граматиці «Писменица сербскога їезика по говору простога народа» (Відень, 1814 [репринт: Краљево: ГИРО «Слово», 1984]). На думку Караджича, сербська літера «дерв» (Ћ) є поєднанням Т і Ь, тож він за цим зразком створив літери Љ та Њ. Щоправда, лігатури Љ та Њ траплялися й раніше, але не як окремі літери.
У македонську абетку цю літеру (як і деякі інші) було введено 4 грудня 1944 року за результатами голосування членів «філологічної комісії зі встановлення македонської абетки та македонської літературної мови» (9 голосів «за», 2 голоси «проти»).
Існування особливих літер саме для Љ та Њ не випадкове: в південнослов'янських мовах з давніх часів лише деякі приголосні могли бути м'якими (або твердими). Найчастіше «змінна м'якість» була властива саме Л та Н. В давнину цю м'якість передавали або дужкою над літерою, або гачком справа зверху (що утворювало символи, схожі на поєднання ЛГ / НГ), або (згодом, в босанчиці) диграфами на романський лад: ЋЛ і ЋН (чи навіть ѢЛ та ѢН).

## Таблиця кодів
| Кодування            | Реєстр | Десятковий код | 16-ковий код | Вісімковий код | Двійковий код     |
| -------------------- | ------ | -------------- | ------------ | -------------- | ----------------- |
| Юнікод               | Велика | 1033           | 0409         | 002011         | 00000100 00001001 |
| Юнікод               | Мала   | 1113           | 0459         | 002131         | 00000100 01011001 |
| ISO 8859-5           | Велика | 169            | A9           | 251            | 10101001          |
| ISO 8859-5           | Мала   | 249            | F9           | 371            | 11111001          |
| KOI-8 (деякі версії) | Велика | 185            | B9           | 271            | 10111001          |
| KOI-8 (деякі версії) | Мала   | 169            | A9           | 251            | 10101001          |
| Windows-1251         | Велика | 138            | 8A           | 212            | 10001010          |
| Windows-1251         | Мала   | 154            | 9A           | 232            | 10011010          |

В HTML велику літеру Љ можна записати як &#1033; або &#x409;, а малу љ — як &#1113; або &#x459;.